# Pierre Lécuellé
 (août 2025).
Si vous disposez d'ouvrages ou d'articles de référence ou si vous connaissez des sites web de qualité traitant du thème abordé ici, merci de compléter l'article en donnant les références utiles à sa vérifiabilité et en les liant à la section « Notes et références ».
Pierre Lécuellé est un homme politique français, maire de Clermont-Ferrand, né le 2 avril 1849 à Neuilly-en-Dun (Cher), et mort à Clermont-Ferrand le 30 juillet 1904.

## Biographie
D'abord entré à l'école normale d'instituteur de Bourges en 1866 puis à l'école normale spéciale de Cluny en 1869, Pierre Lécuellé devient professeur au collège de Landerneau avant de devenir professeur agrégé en 1873 au lycée de Poitiers, puis à partir de 1876 au lycée Blaise-Pascal de Clermont-Ferrand.
Républicain, il est élu pour la première fois au conseil municipal de Clermont-Ferrand en avril 1886 et devient maire en 1893, fonction qu'il exerce jusqu'en 1900.

## Distinctions
- Chevalier de la Légion d'honneur (décret du 31 mai 1895).

## Mandat
- Maire de Clermont-Ferrand (1893-1900)